# Place de Strasbourg
La place de Strasbourg  est une place de Lille, dans le Nord, en France.

## Situation et accès
Il s'agit de l'une des places du quartier de Lille-Centre.
La place de Strasbourg est accessible par la rue Jacquemars-Giélée, la rue Nationale, la rue Masséna, et la rue du Maréchal-de-Lattre-de-Tassigny. Le site figure parmi les îlots regroupés pour l'information statistique (IRIS N° 0105 (NZ04) - LILLE CENTRE 5) de Lille, tels que l'Insee les a établis en 1999.
La place de Strasbourg est desservie par les stations de métro Gambetta et République - Beaux-Arts.

## Origine du nom
Elle porte le nom de la ville de Strasbourg, en hommage à la résistance de la capitale alsacienne face aux Prussiens durant la guerre franco-allemande de 1870.

## Historique
Cette place fait partie du réseau de voies tracées sur le territoire des communes annexées par la ville de Lille en 1858, plus précisément sur l'ancienne zone d'inondation créée par Vauban, qui faisait partie de la zone de servitude militaire du glacis des remparts avant cette annexion, sur l'ancienne commune de Wazemmes. Elle est située au croisement de rues créées à la même époque, rue Nationale, rue Jacquemars-Giélée, rue Masséna et partie de cette rue renommée rue du Maréchal-de-Lattre-de-Tassigny.

## Bâtiments remarquables et lieux de mémoire

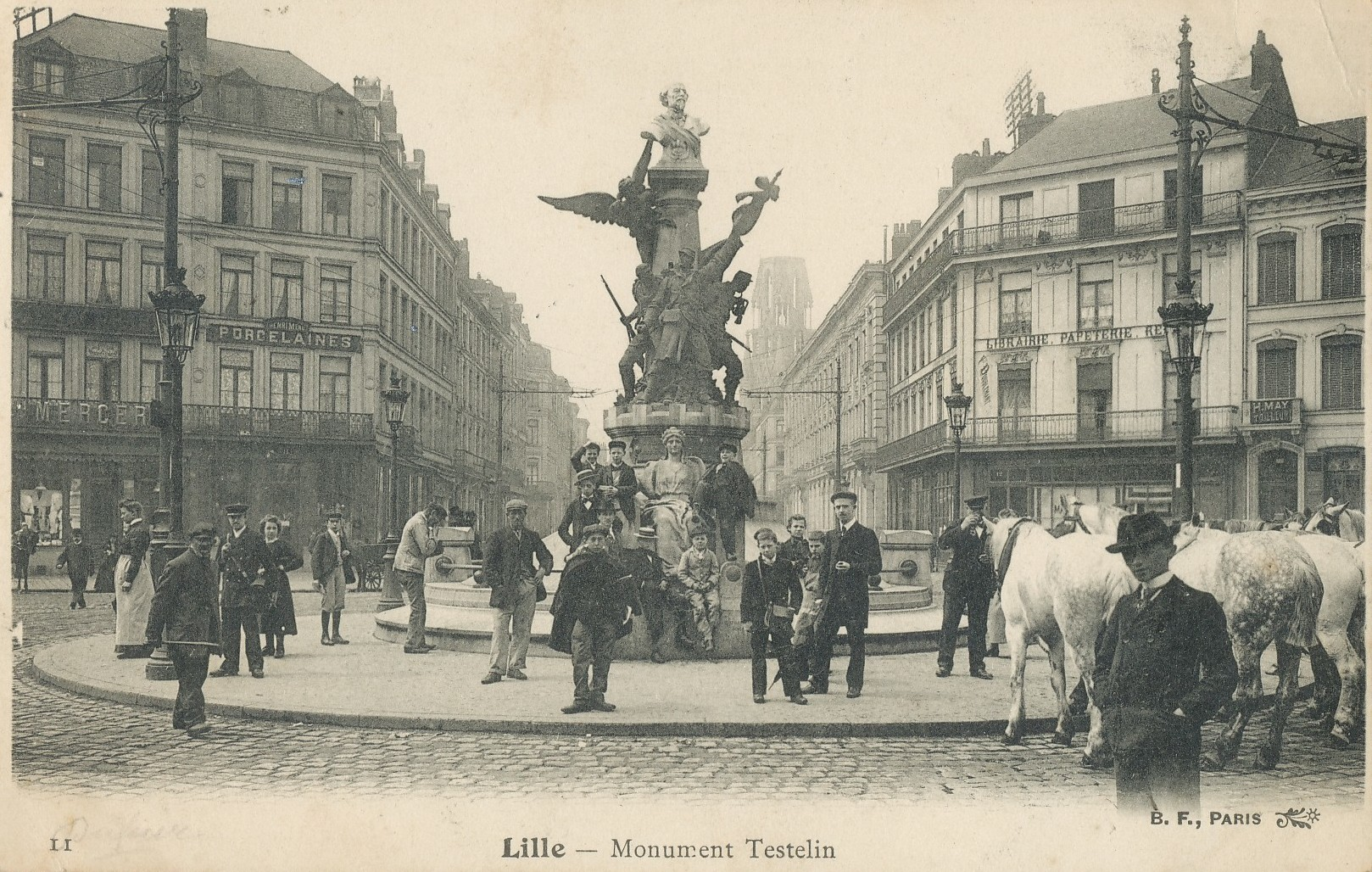
Monument Testelin

Il se trouvait au centre de la place un monument en l'hommage d'Achille Testelin, détruit en 1917 par les Allemands.